# 硝酸鋰
硝酸鋰（分子式：LiNO3）是一種白色至淺黃色固體。可由碳酸鋰或碳化鋰與硝酸反應制得。

## 用途
在生產中可用於製作煙花（焰色反應為紅色），和發煙筒。

## 特性
LiNO3受熱分解生成氧化鋰 (Li2O)，二氧化氮和氧氣：
4 LiNO3  →   2 Li2O + 4 NO2  +  O2
另一組硝酸鹽的分解很不同，生成亞硝酸鹽和氧氣。因為它尺寸相對地小，鋰離子極化，并使之形成氧化物。

## 外部連結
- Hazardous Chemical Database[永久]